# Dersca
Dersca est une commune roumaine située dans le județ de Botoșani.